# Herinirina Andriamalala
Herinirina Antonio Andriamalala (ur. 1998) – madagaskarski zapaśnik walczący w stylu wolnym. 
Zajął jedenaste miejsce na mistrzostwach Afryki w 2023. Złoty medalista igrzysk Wysp Oceanu Indyjskiego w 2023 roku.